# 巴萨诺路
巴萨诺路（Rue de Bassano）是巴黎第八区和十六区的一条街道。始于耶拿大街58号，止于香榭丽舍大街101号。
此路於1881年以法国政治家和外交家巴萨诺公爵命名。